# دونالد دوبري
دونالد دوبري (بالإنجليزية: Donald Dupree)‏ هو متزلج جماعي أمريكي، ولد في 10 فبراير 1919 في سارانك ليك في الولايات المتحدة، وتوفي بنفس المكان في 1 مايو 1993.

## وصلات خارجية
- دونالد دوبري على موقع اللجنة الأولمبية الدولية (الإنجليزية)
- دونالد دوبري على موقع أوليمبيديا (الإنجليزية)